# 洛伦茨韦勒
洛伦茨韦勒（德语、法语：Lorentzweiler）是卢森堡中部的一个市镇和小镇，属于梅尔施县。洛伦茨韦勒坐落在阿尔泽特河畔。 